# Congrés Jueu d'Israel
El Congrés Jueu d'Israel (CJI) (en hebreu: הקונגרס היהודי הישראלי) va ser fundat en 2012. El CJI representa a la comunitat jueva d'Israel en relació amb els jueus de la diàspora, les comunitats jueves, principalment europees i els fòrums i les institucions internacionals. La seva seu central es troba en la ciutat de Tel-Aviv, a Israel, i disposa d'oficines en diverses capitals europees.

## Objectius
- Promoure el principi d'Israel com a estat jueu.
- Promoure i enfortir el caràcter jueu i democràtic de l'Estat d'Israel, tal com disposa la declaració d'independència.
- El reforç i l'enduriment de les relacions mútues entre la comunitat jueva a Israel i els jueus d'Europa.
- La preservació i l'enfortiment de la tradició jueva a Israel i en la diàspora.
- La promoció dels interessos de la comunitat jueva a Israel.
- La commemoració respectuosa i eficaç de l'holocaust.
- L'oposició a qualsevol manifestació d'antisemitisme o racisme.
- La promoció i el suport a Israel en la comunitat internacional.
- La promoció de programes per enfortir la solidaritat jueva a Israel i a la diàspora.[2]

## Història
El CJI va ser fundat per un grup d'israelians prominents, entre ells l'ex-membre de la Kenésset i ex-director del Mossad Danny Yatom, el Sr. Vladimir Sloutsker,
L'ex-president del Congrés Jueu de Rússia i ex-vicepresident del Congrés Jueu Europeu, el general retirat Yaakov Borosvky, l'ex-comandant del Districte del Nord de la Policia d'Israel i el fiscal Lipa Meir que formen el Consell d'Administració. El Sr. Sloutsker és el President del CJI.